# Fanals del carrer de Santa Maria
Els fanals o medallons del carrer de Santa Maria són tres fanals modernistes de ferro forjat situats a Vilafranca del Penedès, suspesos de les façanes del carrer de Santa Maria, entre les places de Sant Joan i la de Santa Maria. Formen part del mobiliari urbà històric de la ciutat i contribueixen a la configuració de la seva imatge patrimonial.
Estan formats per una estructura circular de ferro forjat, decorada amb garlandes florals que envolten el nucli central de llum. Els vidres són emplomats, de colors, i estan decorats amb motius florals i escuts. Cada medalló presenta tres punts de llum: un al centre i dos als extrems de l’estructura, acabats en globus, i estan coronats per un llaç ornamental. Són suspesos mitjançant dues cadenes de sustentació i s’ubiquen als extrems i al centre del carrer.
L’estil, els materials emprats i la seva ornamentació són propis del llenguatge modernista.
L'encàrrec de les peces fou promogut pel canonge Dr. Lluís Urpí. L’execució material es va dur a terme al taller del manyà vilafranquí Melcior Baltà i Capdevila, membre d’una reconeguda família de serrallers locals.

## Galeria d’imatges

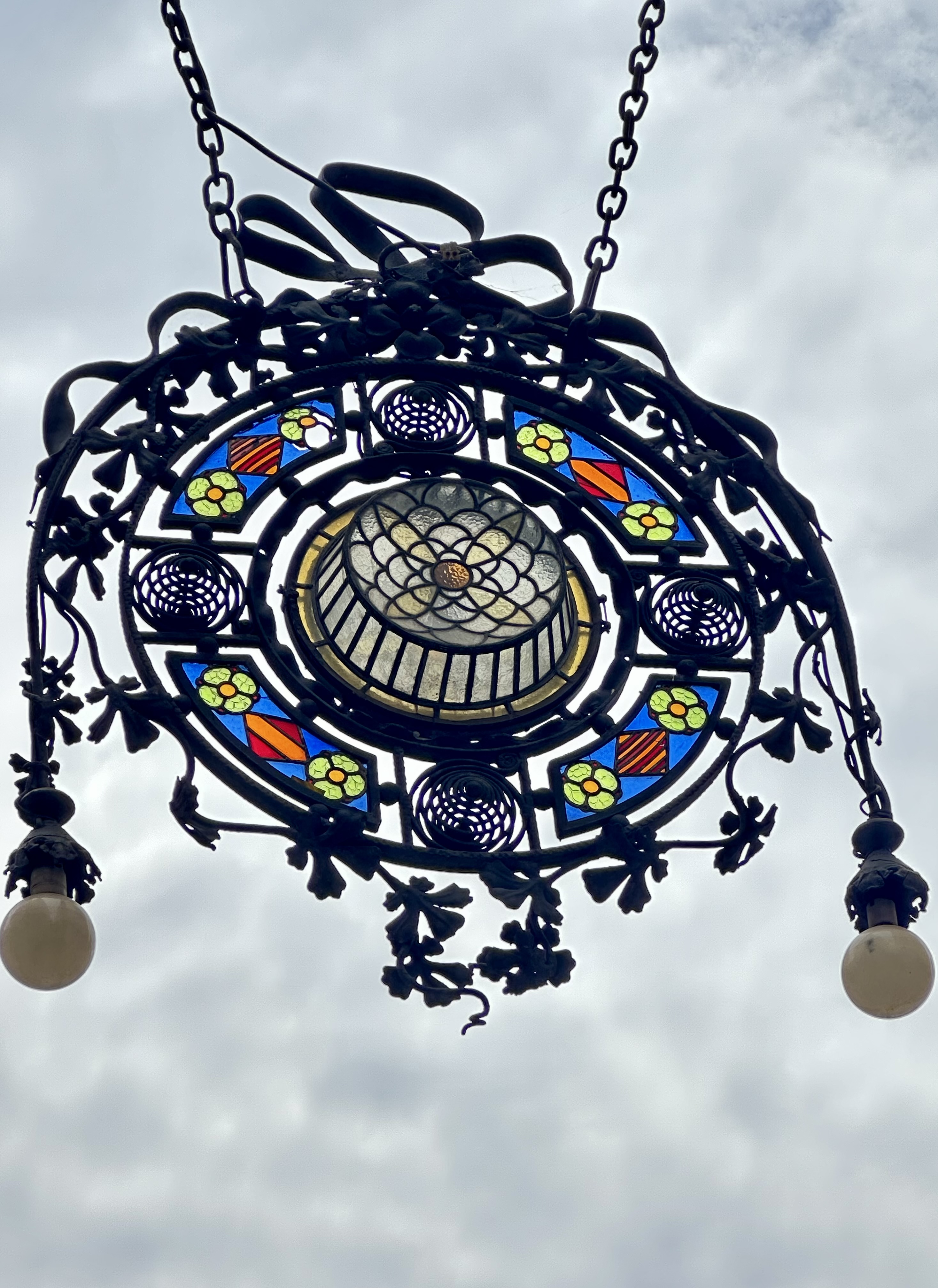
Fanals del carrer Santa Maria
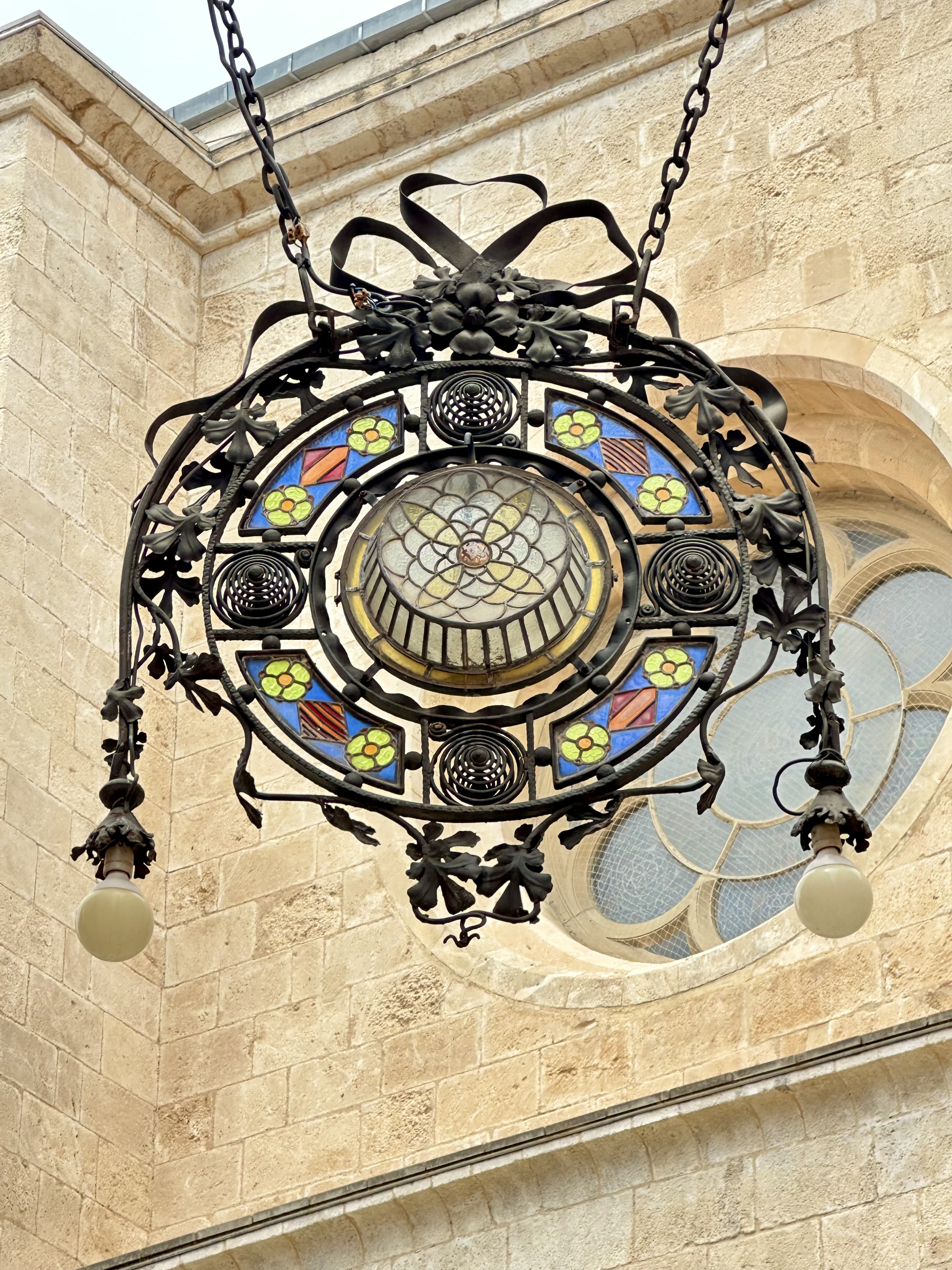
Detall d’un dels fanals amb Santa Maria al fons

## Robatori i misteriosa restitució del medalló
El desembre de 1996, un dels tres medallons decoratius fou robat en circumstàncies poc clares. Segons la crònica del moment, els lladres s'haurien aprofitat d'una bastida instal·lada en una façana propera per accedir-hi i despenjar-lo. La peça, feta de ferro forjat amb vidre policromat, tenia un pes considerable i no era fàcil de manipular, fet que fa pensar que l’acció va ser executada per professionals. En aquell moment, les cadenes que subjectaven els medallons no estaven tancades amb soldadura, i això també va facilitar el robatori.
Nou anys més tard, el vespre del 23 de desembre del 2005, el medalló va aparèixer misteriosament repenjat a la porta lateral de la basílica de Santa Maria. L’objecte es trobava net i en perfecte estat de conservació. Aquest retorn inesperat va despertar tota mena de preguntes, i la història va ser coneguda com el misteri de Nadal per la premsa local. Arran d’aquest episodi, l’Ajuntament va decidir soldar les cadenes dels altres medallons per evitar nous incidents.